# ارنستو پرس
ارنستو پرس (اسپانیایی: Ernesto Pérez‎؛ زادهٔ ۵ سپتامبر ۱۹۷۰) جودوکار اهل اسپانیا بود.